# جنگ ستارگان: نیرو برمی‌خیزد
جنگ ستارگان: نیرو برمی‌خیزد (انگلیسی: Star Wars: The Force Awakens؛ با عنوان جنگ ستارگان: قسمت هفتم – نیرو برمی‌خیزد نیز شناخته می‌شود) یک فیلم آمریکایی در ژانر اپرای فضایی حماسی ساختهٔ جی. جی. آبرامز است که در سال ۲۰۱۵ منتشر شد. ساخت این فیلم بر عهدهٔ لوکاس‌فیلم و کمپانی تولیدی بد روبات پروداکشنز آبرامز بوده و توسط استودیو سینمایی والت دیزنی عرضه شده‌است. این نخستین فیلم از سه‌گانه دنبالهٔ جنگ ستارگان محسوب می‌شود که از لحاظ داستانی پس از بازگشت جدای (۱۹۸۳) منتشر شد و هفتمین قسمت از فیلم‌های نه‌قسمتی «حماسهٔ اسکای‌واکر» به‌شمار می‌رود. در این فیلم گروه بازیگران متشکل از هریسون فورد، مارک همیل، کری فیشر، آدام درایور، دیزی ریدلی، جان بویگا، اسکار آیزاک، لوپیتا نیونگو، اندی سرکیس، دامنل گلیسون، آنتونی دنیلز، پیتر میهیو و ماکس فون سیدو ایفای نقش می‌کنند. وقایع داستانی نیرو برمی‌خیزد سی سال پس از بازگشت جدای رخ می‌دهد و داستان ری، فین، پو دامرون و هان سولو را روایت می‌کند که در پی یافتن لوک اسکای‌واکر هستند. در همین حین، پارتیزان مقاومت به رهبری ژنرال لیا اورگانا و کهنه‌سربازان ائتلاف شورشی در مقابل کایلو رن و محفل یکم، جانشین امپراتوری کهکشانی، در حال مبارزه هستند.
بحث ساخت این فیلم در اکتبر ۲۰۱۲ پس از خرید لوکاس‌فیلم توسط شرکت والت دیزنی اعلام شد. این فیلم نخستین فیلم جنگ ستارگان است که جرج لوکاس، خالق این فرنچایز، در آن مشارکت گسترده‌ای نداشته‌است. لوکاس در اوایل مراحل ساخت فیلم در مقام مشاور خلاقانه فعالیت داشت. تهیه‌کنندگی این فیلم بر عهدهٔ آبرامز به‌همراه همکار طولانی‌مدت خود، برایان بورک و رئیس لوکاس‌فیلم، کاتلین کندی بود. آبرامز و لارنس کاسدان که یکی از نویسندگان فیلم‌های امپراتوری ضربه متقابل می‌زند (۱۹۸۰) و بازگشت جدای از سه‌گانهٔ اصلی بود، با هم فیلم‌نامه را از یک دست‌نویس ابتدایی نوشته‌شده توسط مایکل آرندت بازنویسی کردند. آهنگسازی موسیقی فیلم بر عهدهٔ جان ویلیامز بود که فیلم‌های پیشین جنگ ستارگان را نیز آهنگسازی کرده بود. فیلم‌برداری اصلی این فیلم در آوریل ۲۰۱۴ با بودجهٔ ۲۵۹–۳۰۶ میلیون دلار آغاز شد و در نوامبر همان سال به پایان رسید. مراحل فیلم‌برداری در استودیوهای پاین‌وود در انگلستان و عمدتاً در مکان‌های واقع ابوظبی، ایسلند و ایرلند انجام شد.
نیرو برمی‌خیزد در ۱۴ دسامبر ۲۰۱۵ برای نخستین بار در لس آنجلس به نمایش درآمد و در ۱۸ دسامبر در ایالات متحده منتشر شد. این فیلم از سوی منتقدان نقدهای مثبتی را برای فیلم‌نامه، کارگردانی، نقش‌آفرینی بازیگران، موسیقی فیلم، جلوه‌های بصری، تدوین و توالی‌های حادثه‌ای دریافت کرد. هرچند برخی از منتقدان این فیلم را نمونه‌ای کوچک‌تر از امیدی نو (۱۹۷۷) یاد کردند. این فیلم رکوردهای گوناگونی را در گیشه شکست و در نهایت پرفروش‌ترین فیلم این فرنچایز، پرفروش‌ترین فیلم ایالات متحده و کانادا و پرفروش‌ترین فیلم ۲۰۱۵ شد. این فیلم در زمان انتشار با فروش ۲ میلیارد دلاری در جهان و سودی خالص با بیش از ۷۸۰ میلیون دلار، به چهارمین فیلم پرفروش تاریخ بدل شد. نیرو برمی‌خیزد جایزه‌ها و نامزدی‌های متعددی از جمله پنج نامزدی در هشتاد و هشتمین دوره جوایز اسکار دریافت کرد. دو دنبالهٔ برای این فیلم منتشر شد: آخرین جدای (۲۰۱۷) و خیزش اسکای‌واکر (۲۰۱۹).

## داستان
حدود ۳۰ سال از اتفاقات بازگشت جدای و شکست امپراتور می‌گذرد، آخرین بازمانده جدای، لوک اسکای‌واکر، ناپدیدشده‌است در غیاب او سازمان پلید محفل یکم از بقایای امپراتوری کهکشان شکل‌گرفته و قدرت آن به‌شدت افزایش‌یافته و به دنبال از بین بردن جمهوری جدید است. ژنرال لیا اورگانا (کری فیشر) با حمایت جمهوری، گروه مقاومت را رهبری می‌کند. او به دنبال این است که برادرش لوک را پیدا کند. لیا شجاع‌ترین خلبانش پو دامرون (اسکار آیزاک) را طی مأموریتی سری به سیاره بیابانی جاکو می‌فرستد که در آنجا یک متحد قدیمی سرنخی از محل لوک در دست دارد. پو در جاکو با لور سن تکا (ماکس فون سیدو)دیدار کرده و از او نقشه محل اقامت لوک را دریافت می‌کند.
گروهی از طرف محفل یکم به فرماندهی کایلو رن (آدام درایور) به جاکو حمله می‌کنند تا پو و نقشه را به دست آورند، درحالی‌که کایلو رن تکا را می‌کشد؛ پو نقشه را در روباتش بی‌بی-۸ مخفی کرده و آن را فراری می‌دهد. روبات پو هنگام فرار با یک زباله جمع کن به نام ری (دیزی ریدلی) در نزدیکی محل جمع‌آوری قراضه برخورد می‌کند. کایلو رن، پو را شکنجه می‌دهد و با استفاده از نیروی خود از محل اختفای نقشه آگاه می‌شود.
یکی از اعضای گارد ضربت به نام FN-2187 (جان بویگا) که قادر نیست خود را برای کشتن افراد برای سازمان وفق دهد، پو را آزادکرده و با سرقت یک جنگنده پولک بال فرار می‌کنند. پو نام FN-2187 را به فین تغییر می‌دهد. پو تصمیم می‌گیرد تا برای یافتن روباتش به جاکو بروند ولی در آنجا حین فرود سقوط می‌کنند و فین زنده می‌ماند درحالی‌که نمی‌داند آیا پو زنده مانده یا نه. فین به‌صورت اتفاقی در جاکو ری و بی‌بی-۸ را پیدا می‌کند و به‌دروغ اظهار می‌کند که یکی از اعضای گروه مقاومت است که در همین حین تحت حمله هوایی گروه ضربت قرار می‌گیرند. آن‌ها برای نجات سوار فضاپیمای میلینیوم فالکون می‌شوند و از جاکو فرار می‌کنند.
پس از فرار، سفینه آن‌ها گرفتار یک سفینه بزرگ‌تر می‌شوند. درحالی‌که تصور می‌کنند گرفتار اعضای گروه ضربت شده‌اند؛ مشخص می‌شود که هان سولو (هریسون فورد) و چوباکا (پیتر میهیو) به دنبال باز پس گرفتن کشتی ربوده‌شده سابق خود فالکون بوده‌اند و آن‌ها را یافته‌اند.
در همین حین هان سولو مجبور می‌شود با دو باند رقیب خود که برای تسویه‌حساب و گرفتن بدهی‌شان به سفینه آمده‌اند درگیر شود و با کمک ری و فین و بی‌بی-۸ از آنجا فرار کنند. اعضای باقی‌مانده گانگسترها حوادث را به محفل یکم اطلاع می‌دهند.
در همین حال رهبر محفل یکم، اسنوک (اندی سرکیس)؛ به ژنرال هاکس (دامنل گیلسون) دستور استفاده از سلاح قدرتمندشان استارکیلر را – که انرژی خود را از ستارگان جذب می‌کند- می‌دهد. همچنین اسنوک از ری دربارهٔ توانایی غلبه بر احساساتش نسبت به پدرش هان سولو می‌پرسد که ری می‌گوید هیچ احساسی نسبت به او ندارد.
هان سولو در داخل فالکون نقشه مخفی‌شده در ربات را باز می‌کنند و معلوم می‌شود که نقشه ناقص است. هان سولو توضیح می‌دهد که لوک قصد داشت تا گروه جدایها را دوباره بازسازی کند اما وقتی یکی از شاگردانش (کایلو رن - پسر خواهرش لیا و فرزند هان سولو) به سمت تاریک نیرو متمایل شد؛ خودخواسته به یک تبعید می‌رود.
خدمه فالکون برای دیدار با ماز کاناتا (لوپیتا نیونگو) که صاحب یک بار در سیاره تاکودانا است، به این سیاره حرکت می‌کنند تا از او برای رساندن نقشه به دست گروه مقاومت کمک بگیرند. در آنجا ری توجهش به اتاقی در زیرزمین جلب می‌شود و شمشیر نوری متعلق به لوک و پدرش، آناکین اسکای‌واکر را می‌یابد. او به هنگام لمس شمشیر تجارب تصویری لوک و پدرش را درک می‌کند و به جنگل فرار می‌کند. ماز شمشیر نوری را به فین می‌دهد.
استارکیلر به دستور رهبر محفل، بخشی از سیارات تحت سلطه جمهوری را نابود می‌کند. وقتی محفل یکم برای یافتن بی‌بی-۸ به سیاره تاکودانا حمله می‌کنند هان، چوباکا و فین توسط پو با جنگنده بال ضربدری گروه مقاومت نجات یافتند. فین از دیدن پو که از سقوط در جاکو نجات‌یافته بود، خوشحال می‌شود. لیا به همراه اعضای مقاومت و سی‌تری‌پی‌او(آنتونی دنیلز) خود را به تاکادونا می‌رساند و دوباره با هان سولو و چوباکا دیدار می‌کند. در همین زمان کایلو رن ری را در جنگل دستگیر کرده و با خود می‌برد. وقتی کایلو رن از ری بازجویی می‌کند. ری موفق می‌شود در برابر نیروی رن مقاومت کند و سپس با نیروی تلقین و نفوذ در ذهن یکی از نگهبانان از داخل زندان فرار کند.
در مقر گروه مقاومت واقع در سیاره دکار؛ بی‌بی-۸، آر تو-دی تو (کنی بیکر) را می‌یابد؛ که از زمان ناپدید شدن لوک غیرفعال شده‌است. مشخص می‌شود که مقر استارکیلر در حال آماده شدن برای حمله به مواضع گروه مقاومت هستند. گروه مقاومت نیز برای از بین بردن سلاح قدرتمند آن‌ها نقشه‌ای طراحی می‌کنند. لیا از هان سولو می‌خواهد تا پسرشان را سالم برگرداند. با استفاده از فالکون، هان سولو، چوباکا و فین به تأسیسات محفل یکم نفوذ می‌کند و در آنجا ری و محل سلاح قدرتمند محفل را می‌یابند. هان در حین بمب‌گذاری تأسیسات با رن مواجه می‌شود و او را با نام واقعی‌اش بن صدا می‌زند و از وی می‌خواهد تا سمت تاریک نیرو را رها کند اما کایلو رن امتناع کرده و پدر را می‌کشد. چوباکا که از این اتفاق خشمگین می‌شود به سمت افراد رن تیراندازی می‌کند و سپس تأسیسات را منفجر می‌کند. در این حین گروه مقاومت نیز با هدایت گروه پروازی پو به تأسیسات حمله می‌کند که با پاتک محفل روبرو می‌شوند. کایلو رن به دنبال ری و فین به سطح سیاره می‌رسد و در آنجا طی یک درگیری بین فین و رن، فین با شمشیر نوری به‌شدت زخمی می‌شود. ری شمشیر نوری را به دست می‌آورد و با آن رن را شکست می‌دهد. اسنوک به هاکس دستور تخلیه و نجات رن را می‌دهد. ری و چوباکا و فین نیز با فالکون فرار می‌کنند. در دکار گروه مقاومت برای این پیروزی جشنی می‌گیرند درحالی‌که لیا، چوباکا و ری در غم از دست دادن هان سولو عزاداراند.
آر تو-دی تو دوباره فعال می‌شود و بقیه نقشه را با نقشه بی‌بی-۸ تلفیق می‌کند تا محل لوک تعیین شود. ری با استفاده از نقشه به سیاره اقیانوسی Ahch-To می‌رود و در آنجا لوک (مارک همل) را می‌یابد و شمشیر نوری‌اش را به او برمی‌گرداند.

## بازیگران
- هریسون فورد در نقش هان سولو:

یک قاچاقچی که در گذشته یک عضو کلیدی در ائتلاف شورشی بوده‌است. فورد گفت «هان اشتیاق ندارد که در موقعیت اوبی‌وان قرار بگیرد؛ و من تمایل ندارم که برخی از عصر جدید الک گینس باشم. رشد او با شخصیت سازگار است؛ و این عناصر عاطفی او هستند که باعث رشد او شدند… سرکشی هنوز در سولو هست. چون بعضی چیزها تغییر نمی‌کند…»
- مارک همیل در نقش لوک اسکای‌واکر:

آخرین جدای که خود را در سیاره ای دور افتاده تبعید کرده‌است. آبرامز در مورد لوک، لیا و هان اظهار داشت «آنها می‌خواهند مانند شاه آرتور کهن و افسانه باشند. آنها شخصیت‌هایی خواهند بود که شاید از آن اطلاع داشته باشید، شاید نه. آنها شخصیت‌هایی هستند که ممکن است واقعاً وجود داشته باشند، یا تنها یک افسانه باقی بمانند…» همیل شک و تردید لوک را در صحنه‌های انتهای فیلم نشان می‌دهد. هرچند که او بعداً حضور محدودش در فیلم را «یک غافلگیری بزرگ» توصیف می‌کند. آبرامز اضافه کرد که پایان فیلم درنظر گرفته شده بود که «این درام عالی و طولانی برای دیدن این مرد جمع شود.»
- کری فیشر در نقش ژنرال لیا اورگانا:

شاهزاده سابق سیاره نابود شده آلدران که هم‌اکنون رهبر جنبش مقاومت است. او پس از حوادث بازگشت جدای «کمی خسته از نبرد، کمی دل شکسته» توصیف شده‌است. فیشر لیا را «تنها، زیر فشار زیاد، متعهد به انگیزه اش مثل همیشه، انگار احساس ضعف دارد، خسته و پریشان» توصیف کرد. آبرامز هم گفت «سهم او در داستان بسیار است؛ بنابراین چیز زیادی نیست و جای نگرانی وجود ندارد.»
- آدام درایور در نقش کایلو رن:

یک مبارز قدرتمند تاریکی، رهبر شوالیه‌های رن و یکی از مقامات ارشد محفل یکم که پسر لیا اورگانا و هان سولو و نوه دارت ویدر است. درایور گفت که تیم سعی کرد «او را به چشم یک آدم بد، شرور یا یک تبهکار نگاه نکنند. چیزی که بیشتر سه بعدی بود. او خطرناک و غیرقابل پیش‌بینی است. اخلاق او هر کاری که انجام می‌دهد را درست توجیه می‌کند.»
- دیزی ریدلی در نقش ری:

یک فرد دارای حساسیت بسیار به نیرو و یک زباله گرد که در کودکی در سیاره بیابانی جاکو رها شده بود و هم‌اکنون چشم انتظار خانواده‌اش است. ریدلی دربارهٔ او می‌گوید: «او کاملاً خودکفا است و کارهای خود را انجام می‌دهد. تا زمانی که برای شروع یک ماجراجویی با فین آشنا می‌شود.» کایلی فلمینگ کودکی ری را بازی می‌کند.
- جان بویگا در نقش فین:

یک ضربتی از محفل یکم که از سمت خود خارج می‌شود. بویگا گفت: «زمانی که ما فین را پیدا می‌کنیم، او در معرض خطر بزرگی است؛ و هر راهی را برای نجات از این خطر انتخاب کند زندگی او را تغییر می‌دهد؛ و او با یک شیوه منحصر به فرد وارد جنگ ستارگان می‌شود.»
- اسکار آیزاک در نقش پو دامرون:

یک خلبان جنگنده ضربدر بال برای مقاومت است. آیزاک گفت: «او بهترین خلبان کهکشان است… او توسط یک شاهزاده خانم به مأموریت فرستاده شده‌است.»
- لوپیتا نیونگو در نقش ماز کاناتا:

یک فرد عاقل و باهوش که یک میکده در سیاره جنگلی تاکودانا دارد. جی.جی. آبرامز می‌گوید که کاناتا «بیش از هزار سال زندگی کرده. درهرصورت او تا حالا پاتوق عرق خوری خود را داشته… و این مانند دیگر میکده‌ها است که می‌توانید در گوشه ای دیگر از جهان جنگ ستارگان پیدا کنید.»
- اندی سرکیس در نقش پیشوای عالی اسنوک رهبر سیاسی محفل یکم و استاد کایلو رن که در سمت تاریکی نیرو بسیار قدرتمند است.
- دومهنل گیلسون در نقش ژنرال هاکس، فرمانده پایگاه نابودگر ستاره ای محفل یکم
- مکس فون سیدو در نقش لر سان تکا
- آنتونی دنیلز در نقش سی‌تری‌پی‌او یک ربات انسان نما که تحت فرمان لیا اورگانا است.
- پیتر میهیو در نقش چوباکا از نژاد ووکی و دوست قدیمی سولو
- کنی بیکر در نقش آر تو-دی تو ربات مقاومت که سال‌ها است که فعال نشده.
- کریستال کلارک
- لیان بست

## برای مطالعهٔ بیشتر
- Hidalgo, Pablo (2015). Star Wars: The Force Awakens: The Visual Dictionary. New York: DK Publishing. ISBN 978-1-4654-3816-4.